# Oscaruddelingen 1968
Oscaruddelingen 1968 var den 40. oscaruddeling, hvor de bedste film fra 1967 blev hædret af Academy of Motion Picture Arts and Sciences. Oprindeligt planlagt til 8. april 1968, men blev udskudt to dage på grund af mordet af Martin Luther King Jr. så uddelingen blev afholdt 10. april 1968 i Santa Monica Civic Auditorium, Santa Monica, Californien, USA. Bob Hope var igen vært for ceremonien.

## Priser
Vinderne står øverst i fed skrift og ().
| Bedste film | Bedste instruktør |
| --- | --- |
| - I nattens hede — Walter Mirisch, producer - Bonnie og Clyde — Warren Beatty, producer - Doktor Dolittle — Arthur P. Jacobs, producer - The Graduate — Lawrence Turman, producer - Gæt hvem der kommer til middag — Stanley Kramer, producer                                                                                  | - Mike Nichols – The Graduate - Arthur Penn – Bonnie og Clyde - Stanley Kramer – Gæt hvem der kommer til middag - Richard Brooks – Med koldt blod - Norman Jewison – I nattens hede |
| Bedste mandlige hovedrolle | Bedste kvindelige hovedrolle |
| - Rod Steiger – I nattens hede som Police Chief Bill Gillespie - Warren Beatty – Bonnie og Clyde som Clyde Barrow - Dustin Hoffman – The Graduate som Benjamin Braddock - Paul Newman – Skrappe Luke som Lucas "Cool Hand Luke" Jackson - Spencer Tracy (postume nominering) – Gæt hvem der kommer til middag som Matt Drayton | - Katharine Hepburn – Gæt hvem der kommer til middag som Christina Drayton - Anne Bancroft – The Graduate som Mrs. Robinson - Faye Dunaway – Bonnie og Clyde som Bonnie Parker - Edith Evans – Hviskende stemmer som Mrs. Ross - Audrey Hepburn – Fanget af mørket som Susy Hendrix |
| Bedste mandlige birolle | Bedste kvindelige birolle |
| - George Kennedy – Skrappe Luke som Dragline - John Cassavetes – Det beskidte dusin som V.R. Franko - Gene Hackman – Bonnie og Clyde som Buck Barrow - Cecil Kellaway – Gæt hvem der kommer til middag som Monsignor Ryan - Michael J. Pollard – Bonnie og Clyde som C.W. Moss                                                 | - Estelle Parsons – Bonnie og Clyde som Blanche Barrow - Carol Channing – Millie som Muzzy - Mildred Natwick – På bare tæer i parken som Ethel Banks - Beah Richards – Gæt hvem der kommer til middag som Mrs. Mary Prentice - Katharine Ross – The Graduate som Elaine Robinson |
| Bedste Originale Manuskript | Bedste Filmatisering |
| - Gæt hvem der kommer til middag – William Rose - Bonnie og Clyde – David Newman og Robert Benton - Skilsmisse på amerikansk – Manuskript af Norman Lear; Historie af Robert Kaufman - To på vejen – Frederic Raphael - Krigen er endt – Jorge Semprún                                                                         | - I nattens hede – Stirling Silliphant baseret på en roman af John Ball - Skrappe Luke – Donn Pearce og Frank Pierson baseret på en roman af Donn Pearce - The Graduate – Buck Henry og Calder Willingham baseret på en roman af Charles Webb - Med koldt blod – Richard Brooks baseret på en roman af Truman Capote - Ulysses – Joseph Strick og Fred Haines baseret på en roman af James Joyce |
| Bedste udenlandske film | Bedste dokumentarfilm |
| - Closely Watched Trains (Tjekkoslovakiet) - El amor brujo (Spanien) - Jeg har endog mødt lykkelige sigøjnere (Jugoslavien) - Lev for at leve (Frankrig) - Chieko-sho (Japan) | - The Anderson Platoon - Festival - Harvest - A King's Story - A Time for Burning |
| Bedste kortdokumentar | Best Live Action Short Subject |
| - The Redwoods – Mark Harris og Trevor Greenwood - Monument to the Dream - A Place to Stand - See You at the Pillar - While I Run This Race | - A Place to Stand – Christopher Chapman og Cam McWhirt - Paddle to the Sea – Julian Biggs - Sky over Holland – John Ferno - Stop Look and Listen – Len Janson og Chuck Menville |
| Bedste Korte Animationsfilm | Bedste Originale Musik |
| - The Box - Hypothese Beta - What on Earth! | - Millie – Elmer Bernstein - Skrappe Luke – Lalo Schifrin - Doktor Dolittle – Leslie Bricusse - Far from the Madding Crowd – Richard Rodney Bennett - Med koldt blod – Quincy Jones |
| Bedste Bearbejdede Musik | Bedste sang |
| - Camelot – Alfred Newman og Ken Darby - Doktor Dolittle – Lionel Newman og Alexander Courage - Gæt hvem der kommer til middag – Frank De Vol - Millie – André Previn og Joseph Gershenson - Dukkernes dal – John Williams | - "Talk to the Animals" fra Doktor Dolittle — Musik og sangtekster af Leslie Bricusse - "Det rent og skært nødvendige" fra Junglebogen — Musik og sangtekster af Terry Gilkyson - "The Eyes of Love" fra Banning — Musik af Quincy Jones; sangtekster af Bob Russell - "The Look of Love" fra Casino Royale — Musik af Burt Bacharach; sangtekster af Hal David - "Thoroughly Modern Millie" fra Millie — Musik af Jimmy Van Heusen; sangtekster af Sammy Cahn |
| Bedste kostumer | Bedste scenografi |
| - Camelot – John Truscott - Bonnie og Clyde – Theadora Van Runkle - The Happiest Millionaire – Bill Thomas - Trold kan tæmmes – Danilo Donati og Irene Sharaff - Millie – Jean Louis | - Camelot – Art Direction: John Truscott og Edward Carrere; Set Decoration: John W. Brown - Doktor Dolittle – Art Direction: Mario Chiari, Jack Martin Smith og Ed Graves; Set Decoration: Walter M. Scott og Stuart A. Reiss - Gæt hvem der kommer til middag – Art Direction: Robert Clatworthy; Set Decoration: Frank Tuttle - Trold kan tæmmes – Art Direction: Renzo Mongiardino, John DeCuir, Elven Webb and Giuseppe Mariani; Set Decoration: Dario Simoni and Luigi Gervasi - Millie – Art Direction: Alexander Golitzen og George C. Webb; Set Decoration: Howard Bristol |
| Bedste fotografering | Bedste lyd |
| - Bonnie og Clyde – Burnett Guffey - Camelot – Richard H. Kline - Doctor Dolittle – Robert L. Surtees - The Graduate – Robert L. Surtees - Med koldt blod – Conrad L. Hall | - I nattens hede – Samuel Goldwyn Studio Sound Department - Camelot – Warner Bros.-Seven Arts Studio Sound Department - Det beskidte dusin – Metro-Goldwyn-Mayer Studio Sound Department - Doktor Dolittle – 20th Century-Fox Studio Sound Department - Millie – Universal City Studio Sound Department |
| Bedste lydeffekter | Bedste klipning |
| - The Dirty Dozen – John Poyner - I nattens hede – James Richard | - I nattens hede – Hal Ashby - Beach Red – Frank P. Keller - Det beskidte dusin – Michael Luciano - Doktor Dolittle – Samuel E. Beetley and Marjorie Fowler - Gæt hvem der kommer til middag – Robert C. Jones |
| Bedste visuelle effekter | |
| - Doktor Dolittle – L. B. Abbott - Tobruk – Howard A. Anderson and Albert Whitlock | |